# Потічний Петро-Йосип Петрович
Петро́-Йо́сип Петро́вич Потічни́й (англ. Potichnyj Peter Joseph, нар. 2 червня 1930, Павлокома) — український політолог, історик, активний діяч української діаспори, дослідник історії рідного краю. Доктор філософії (1964), від 1977 професор (у 1964—1995 в Університеті Мак-Мастера, Канада), 1995–96 — декан факультету права і суспільно-економічних наук Українського вільного університету; кавалер ордену «За заслуги» ІІІ ступеня (2008). Почесний професор Львівської політехніки (2001).

## Життєпис
Народився в с. Павлокома (нині село Підкарпатського воєводства, Польща) в селянській родині.
1944 закінчив 4 класи Державній гімназії у Львові.
Радянські спецслужби стратили його батька 1941 року, поляки вирізали більшість людей у його рідному селі — загін Армії Крайової поручика Юзефа Бісса (псевдо «Вацлав») знищив 366 людей.
1945 у віці 14-ти років приєднався до лав Української повстанської армії (сотня «Громенка»). Воював під оперативними псевдонімами «Малий» та «Воробчик».
Далі був пропагандивний рейд на захід. Воював проти радянської влади до 1947 року. Восени 1947 разом із рештками сотні «Громенка» у складі 36-ти вояків прорвався до контрольованої американцями зони в Німеччині. 1947 року отримав політичний притулок у США.
1948–49 закінчив учительську семінарію. 1950 емігрував до США. Служив 3 роки в морській піхоті США, брав участь у корейській війні 1950–53 рр. у складі американського ВМФ (Marins Corps). В Японії був у складі спеціального загону, який на підводних човнах доставляв засоби для операцій на території Китаю. Під час однієї з таких акцій Потічний був поранений.
В рамках програми підтримки демобілізованих солдатів вступив до університету у Філадельфії, згодом до Колумбійського університету в Нью-Йорку. Стає істориком в Університеті Мак-Мастера в місті Гамільтон (Онтаріо). 1957 отримав ступінь бакалавра в ун-ті Темпл (Філадельфія, США), 1961 — магістра, а 1964 — д-ра філософії з політ. наук у Колумбійському ун-ті (Нью-Йорк, США).
Із 1964 працює в Мак-Мастерському ун-ті в Гамільтоні (пров. Онтаріо, Канада); із 1995 — професор-емерит Мак-Мастерського ун-ту. Наук. співробітник Міжнар. бюро праці в Женеві (Швейцарія; 1980), Федерального ін-ту східноєвроп. і міжнар. студій у Кельні (ФРН; 1990–91), Центру рос. і східноєвроп. студій Ун-ту Торонто (із 1994 донині).
Був співредактором 77-томного видання про українське підпілля.
Написав докладну історію свого села.
Написав книгу спогадів «Моя дорога», «Справа Батька» — про його батька, Петра Йосиповича, арештованого НКВД у вересні 1940 в Бірчі та розстріляного у червні 1941 з іншими політичними в'язнями Перемиської тюрми в урочищі Саліна біля Добромиля.
Один із засновників вид-ва «Літопис УПА» (див. «Літопис УПА»), із 1973 — співредактор, згодом — відп. редактор чотирьох серій «Літопису УПА». Зусиллями П. та редакції «Літопису УПА» протягом 1976—2011 в усіх серіях «Літопису УПА» побачило світ 92 томи. Засновник архів. колекції вид-ва «Літопис УПА» («Колекція П. Й. Потічного про підпільну і протипідпільну боротьбу в Україні») при Ун-ті Торонто, що, окрім мікрофільмів документів з укр., нім., польс. і чехословац. архівів, зберігає копійний архів Управління Внутр. військ МВС Укр. округу 1944–54.
Почесний професор Нац. ун-ту «Львівська політехніка» та Східнокитайс. пед. ун-ту Шанхая (Китай).
2007 року написав відкритого листа до Дмитра Табачника щодо інсинуацій останнього про Романа Шухевича та ніби його нагородження німецьким Залізним хрестом. Листа оприлюднив Мойсей Фішбейн. Відповіді не було.
Указом Президента України Віктора Ющенка № 33 від 17 січня 2008 року нагороджений орденом «За заслуги» ІІІ ступеня.
Проживає в м. Анкастер (пров. Онтаріо, Канада).

## Праці
Є автором понад 30-ти книг і багатьох статей з питань рад., укр. і східноєвроп. політики та історії.
- On the Current Situation in the Ukraine. Ann Arbor,
- 1970 The Ukraine and the Czechoslovak Crisis. Canberra,
- 1970 Soviet Agricultural Trade Unions 1917–70. Toronto, 1972 From the Cold War to Detente. New York — London,
- 1975 Ukraine in the Seventies. Oakville, 1975 Change and Adaptation in Soviet and East European Politics. New York — London,
- 1976 Poland and Ukraine: Past and Present. Edmonton–Toronto, 1980 Politics and Participation under Communist Rule. New York,
- 1983 Political Thought of the Ukrainian Underground 1943—1951. Edmonton,
- 1986 Jewish-Ukrainian Relations: Two Solitudes. Oakville–London, 1987 The Soviet Union: Party and Society. Cambridge — New York,
- 1988 Ukrainian-Jewish Relations in Historical Perspective. Edmonton, 1988 Ukraine and Russia in their Historical Encounter. Edmonton,
- 1992 My journey I & II. Toronto–Lviv, 2008–10.